# 4987 Flamsteed
4987 Flamsteed (1980 FH12) là một tiểu hành tinh vành đai chính.